# Richard R. Ernst
Richard Robert Ernst (født 14. august 1933, død 4. juni 2021) var en schweizisk fysisk kemiker og nobelprismodtager.
Ernst blev født i Winterthur i Schweiz, og modtog nobelprisen i kemi i 1991 for sine bidrag til bekæmpelse af udviklingen af fouriertransformeret NMR-spektroskopi mens han arbejdede hos Varian Associates i Palo Alto og den efterfølgende udvikling af multidimensionelle NMR-teknikker. Metoderne kan både bruges i NMR og MR-scanning.